# Arheološki muzej u Splitu
Arheološki muzej u Splitu, najstariji je muzej u Hrvatskoj, osnovan davne 1820. godine dekretom Dalmatinske vlade u Zadru. Prvi ravnatelj bio je liječnik i arheolog Frano Lanza. Prvotna zgrada muzeja stajala je uz istočne zidine Dioklecijanove palače. Današnja zgrada muzeja građena je 1912. – 1914. Od 1878. godine Muzej izdaje prvi arheološki časopis, koji pod nazivom Vjesnik za arheologiju i historiju dalmatinsku (tal. Bullettino di archeologia e storia dalmata), izlazi do danas.
Muzej čuva oko 150 000 arheoloških spomenika i artefakata od čega je jedan dio prezentiran putem stalnog postava. Muzej posjeduje vrijednu zbirku arheoloških predmeta iz prethistorije, iz doba grčke kolonizacije Jadrana, rimskog i starokršćansko razdoblja te ranog srednjeg vijeka.
Muzej provodi sustavna arheološka istraživanja na lokalitetima u Saloni i Issi, te posjeduje priručnu zbirku i lokalitet Salona kao i priručnu zbirku Issa u zgradi Gospine Batarije i istoimeni lokalitet u gradu Visu.
Od 1884. godine dugogodišnji ravnatelj muzeja bio je don Frane Bulić.
Zgrada muzeja je zaštićeno kulturno dobro.

## Vanjske poveznice
- Arheološki muzej u Splitu - arheologija.hr